# Refrigeração termoacústica
Refrigeração termoacústica ou sônica é uma tecnologia que utiliza ondas sonoras de alta amplitude na pressurização de gases, com o objetivo de bombear o calor de um lugar a outro.
Os dispositivos termoacústicos são os mais eficientes construídos até o momento, pois têm uma eficiência relativa próxima de 40% (relativa à máquina de Carnot), tornando-os comparáveis aos sistemas domésticos de compressão de vapor e, na maioria dos casos, superiores aos motores de combustão interna.[carece de fontes?]